# Ланише (Гореня вас-Поляне)
Ланише (словен. Laniše) — поселення в общині Гореня вас-Поляне, Горенський регіон, Словенія. Висота над рівнем моря: 768,6 м.